# Burkholderia pseudomallei
Burkholderia pseudomallei (también conocida como Pseudomonas pseudomallei ) es una especie de bacteria gramnegativa que provoca la melioidosis.

## Microbiología

Colonias de B. pseudomallei en agar sangre

Tiene forma de bacilo, ocasionalmente posee flagelos polares, es oxidasa-positiva y su metabolismo es aerobio. Al teñirse con Gram se asemeja a un imperdible. Es intrínsecamente resistente las penicilinas, aminoglucósidos y macrólidos.